# Василь Склір
Василь Склір (Βασίλειος Σκλήρος; бл. 980 — після 1033) — державний і політичний діяч Візантійської імперії.

## Життєпис
Походив з аристократичного роду Склірів. Син Романа Скліра, магістра та онук Барди Скліра, доместіка схол. Матір'ю Василя була донька Уддата (Адіда) аль-Даули Абу Таґліба, еміра Мосула (з династії Хамданідів). При народженні отримав ім'я Барда, яке згодом змінив на Василь (на честь імператора).
Внаслідок декількох заколотів діда Василя родина за часів імператора Василя II була відсторонена від значних посад. Народився Василь Склір приблизно 980 року. Близько 993 року втратив батька.
Здобув класичну для тогочасних аристократів освіту в Константинополі. Потім переважно опікувався справами значних маєтностей, оскільки не мав до себе довіри імператора Василя II. Ця ситуація тривала за наступного імператора Костянтина VIII.
У 1020-х роках Василь Склір завдав особистої образи своєму сусіду по маєтку в Харсіані Прусіану Болгарину. В результаті між Скліром та Прусіаном розпочалася справжня війна. 1026 року імператор наказав заслати Василя Скліра на о. Оксія, а його супротивника — на о. Плату. Незабаром Василь Склір спробував втекти з-під варти, але був спійманий. Це було розцінено як змову проти Костянтина VIII, який наказав конфіскувати майно Скліром, а самого засліпити й знову відправити до Оксії.
Наприкінці 1028 року після смерті Костянтина VIII та сходження на трон Романа III Аргира становище Василя Скліра поліпшилося. Того ж року або на початку 1029 року його було повернуто із заслання, повернуто усе майно. Невдовзі він оженився на сестрі імператора — Пульхерії та отримав титул магістра. Також Склір набув чималого впливу на Романа III, ставши одним з найближчих радників.
Поступово Склір разом з своїми родичами та дружини вступив у конфлікт з провестіарієм Симеоном та імператрицею Зоєю, дружиною Романа III, які відсторонили від фактичного впливу на управління усіх родичів останнього. У 1033 році Василь Склір з дружиною брав участь у змові, але її було викрито. Скліра заслано на одним з Принцевих островів. Подальша доля невідома.

## Родина
Дружина — Пульхерія, донька Пофа (Євстафія) Аргира.
Діти:
- Олена (д/н—1035), дружина імператора Костянтина IX Мономаха
- син